# Middleton (Nuevo Hampshire)
Middleton es un pueblo ubicado en el condado de Strafford en el estado estadounidense de Nuevo Hampshire. En el Censo de 2010 tenía una población de 1.783 habitantes y una densidad poblacional de 37,19 personas por km².

## Geografía
Middleton se encuentra ubicado en las coordenadas 43°28′59″N 71°4′14″O / 43.48306, -71.07056. Según la Oficina del Censo de los Estados Unidos, Middleton tiene una superficie total de 47.94 km², de la cual 46.85 km² corresponden a tierra firme y (2.28%) 1.09 km² es agua.

## Demografía
Según el censo de 2010, había 1.783 personas residiendo en Middleton. La densidad de población era de 37,19 hab./km². De los 1.783 habitantes, Middleton estaba compuesto por el 97.36% blancos, el 0.5% eran afroamericanos, el 0.39% eran amerindios, el 0.73% eran asiáticos, el 0% eran isleños del Pacífico, el 0.11% eran de otras razas y el 0.9% pertenecían a dos o más razas. Del total de la población el 0.84% eran hispanos o latinos de cualquier raza.